# باشگاه فوتبال ونتسپیلس
باشگاه فوتبال ونتسپیلس (انگلیسی: FK Ventspils) یک باشگاه فوتبال در کشور لتونی است.
این باشگاه که در شهر ونتسپیلس قرار دارد در سال ۱۹۹۷ میلادی تأسیس شده است و سابقه ۶ قهرمانی در لیگ برتر فوتبال لتونی و ۶ قهرمانی در جام حذفی فوتبال لتونی در کارنامه دارد.